# إليم كليموف
إليم جيرمانوفيتش كليموف (الروسية: Элем Германович Климов ؛ 9 يوليو 1933 - 26 أكتوبر 2003) مخرج وكاتب سيناريو روسي. درس في معهد جيراسيموف للتصوير السينمائي، وتزوج من المخرجة الكبيرة لاريسا شيبيتكو. اشتهر كليموف بفيلمه الأخير "تعال وانظر" [الإنجليزية] (بالروسية: Иди и смотри)‏، عام 1985 الذي يتناول فترة الاحتلال النازي في روسيا البيضاء ويعدّ واحدا من أعظم الأفلام الحربية على الإطلاق.[بحاجة لمصدر] . أخرج أيضا أفلام أطفال وأعمال كوميدية وتاريخية.

## حياته
ولد إليم كليموف في ستالينجراد (اليوم فولجوجراد)، وكان والده جيرمان ستيبانوفيتش كليموف يعمل محققا لدى لجنة التفتيش المركزية للحزب الشيوعي للاتحاد السوفيتي، ووالدته كاليريا جورجيفنا كليموفا. كان والداه من الشيوعيين المخلصين واسمه الأول «إليم» هو اختصار مشتق من أسماء إنجلز ولينين وماركس، إلا أن ذكر شقيقه جيرمان كليموف يذكر أن اسمه يأتي من إيلام هارنيش - وهي شخصية من رواية حرق ضوء النهار لجاك لندن، حيث كانت والدتهم من المعجبين به. أجلي مع والدته وشقيقه الرضيع أثناء معركة ستالينغراد وعبروا نهر الفولجا بقارب صغير. اعتمد كليموف لاحقًا على هذه التجارب في فيلمه «تعال وانظر» عام 1985.
في عام 1957، تخرج كليموف من المعهد العالي للطيران في موسكو، وعمل في مهنة الصحافة قبل أن يستقر في السينما. التحق بالمدرسة السينمائية الحكومية، معهد جيراسيموف للتصوير السينمائي، حيث درس تحت إشراف المخرج إيفيم دزيجان، وهناك تعرف بلاريسا شيبيتكو، التي تزوجها لاحقًا. في عام 1983، كان عضوًا في لجنة التحكيم في مهرجان برلين السينمائي الدولي الثالث والثلاثين.
توفي في أكتوبر 2003 من نقص الأكسجة في الدماغ بعد غيبوبة دامت ستة أسابيع، ودُفن في مقبرة ترويكوروفسكوي.

## مسيرته المهنية
كان أول فيلم روائي طويل لكليموف بعنوان «أهلا وسهلا، أو ممنوع الدخول» عام 1964 (في الترجمة الإنكليزية «لا عطلة لإينوشكين») عبارة عن هجاء للبيروقراطية السوفيتية تحت ستار قصة مغامرة مخيم صيفي للأطفال. حُظر الفيلم لفترة وجيزة إذ بعد أن اعتبر تطاولا على الحزب الشيوعي السوفيتي، ولكن الحظر رفع لاحقا بعد أن شاهد نيكيتا خروتشوف شخصيا الفيلم وأذن بالإفراج عنه.
فيلمه الثاني، مغامرات طبيب أسنان (1965)، كان كوميديا سوداء عن طبيب أسنان سخر منه زملاؤه لموهبته الطبيعية في قلع الأسنان دون ألم. أزعجت الرقباء خلاصة الفيلم بأن المجتمع ينبذ حتما الموهوبين، والتي اعتبرت تلميحا لطريقة تعامل الإدارة السوفيتية مع ذوي المواهب الخاصة، وطلبوا من كليموف تعديله، وعندما رفض كليموف ذلك منع عرض الفيلم لفترة، ثم حصل الفيلم على أدنى تصنيف (الفئة الثالثة)، ما عنى أن يعرض في 25-78 دار عرض فقط.
في عام 1970 أخرج فيلم وثائقي كوميدي بعنوان رياضة، رياضة، رياضة.
بعد ذلك، بدأ كليموف في صنع فيلم عن غريغوري راسبوتين يسمى «الاحتضار». استغرق الطريق إلى العرض تسع سنوات وأعيدت كتابة السيناريو عدة مرات، فعلى الرغم من الانتهاء في عام 1975، لم يصدر التعديل النهائي حتى العام 1985، بسبب إجراءات الرقابة التي تحفظت على مشاهد العربدة وكذلك على تصويره الدقيق نسبيًا للقيصر نيكولاس الثاني، في حين عرض الفيلم في أوروبا الغربية قبل ذلك ببضع سنوات. في عام 1976 أكمل كليموف فيلمًا بدأه أستاذه ميخائيل روم قبل وفاة الأخير بعنوان «وما زلت أصدق». وفي عام 1979، توفيت لاريسا شيبيتكو زوجة كليموف في حادث سيارة أثناء قيامها بإخراج حكاية بيئية مستوحاة من رواية شهيرة لفالنتين راسبوتين بعنوان «وداعا ماتيورا». أكمل كليموف فيلم زوجته الذي لم يعرض مع ذلك إلا بعد عامين بسبب تحفظ الرقابة على رسالته البيئية.
كان لوفاة زوجته تأثير عميق على كليموف، وكانت كل أفلامه اللاحقة تراجيدية. صدر فيلمه التالي «تعال وانظر» عام 1985 ولاقى استحسانًا عالميًا وفاز بالجائزة الذهبية في مهرجان موسكو السينمائي الدولي الرابع عشر. يصور الفيلم تجارب صبي يبلغ من العمر 15 عامًا انضم إلى المقاومة في بيلوروسيا التي تحتلها ألمانيا في عام 1943. وفي معرض حديثه عن كيفية استفادة الفيلم من تجربة طفولته في الحرب، قال كليموف: «عندما كنت طفلاً، كنت في الجحيم [...] ولو ضمّنت [في الفيلم] كل ما رأيته وعرفته وأظهرت الحقيقة كاملة، لما كان بوسعي انا شخصيا أن أشاهد الفيلم».
في عام 1986، بعد نجاح [تعال وانظر] ، ومع تغير الجو العام في فترة البيريسترويكا، اختير كليموف من قبل زملائه ليكون السكرتير الأول لاتحاد صانعي الأفلام بعد المؤتمر الخامس لصانعي الأفلام السوفيت. خلال المؤتمر أطيح كبار رؤوس نقابة صانعي الأفلام (بما في ذلك ليف كوليدجانوف والمخرج الكبير سيرجي بوندارتشوك وستانيسلاف روستوتسكي وآخرين) لصالح النشطاء «الليبراليين». ووفقًا لبعض النقاد والمخرجين، فقد حرّك المؤتمر ألكسندر ياكوفليف الذي كان أحد عرابي البيريسترويكا وحضر بدون صفة رسمية، وكان يستشيره النشطاء من وقت لآخر.
شهدت قيادة كليموف إصدارًا متأخرًا للكثير من الأفلام التي حظرت في الماضي وأعيد الاعتبار لكثير من المخرجين المغضوب عليهم. يُنظر إلى هذه الفترة على نطاق واسع على أنها بداية تراجع السينما السوفيتية وظهور ما يسمى بـ «تشيرنوخا»، أي الفنانين والصحفيين، الذين حررتهم سياسة الغلاسنوست وكشفوا الواقع السوفيتي بأشد الأضواء تشاؤما. كان كليموف لا يزال محبطًا من العقبات التي ظلت في طريقه وتنازل عن منصبه في عام 1988 لأندريه سميرنوف، قائلاً إنه يريد العودة إلى صناعة الأفلام، ولكن لم يكمل كليموف فيلما بعد «تعال وانظر»، مع أنه كان يخطط لإنتاج المزيد من الأفلام في أواخر الثمانينيات. في عام 2000 إنه «فقد الاهتمام بصناعة الأفلام. شعرت بأنني فعلت كل ما كان ممكنًا».

## وصلات خارجية
- إليم كليموف على قاعدة بيانات الأفلام على الإنترنت